# ديسيرت هوت سبرينغس (كاليفورنيا)
ديسيرت هوت سبرينغس (بالإنجليزية: Desert Hot Springs)‏ هي إحدى مدن مقاطعة ريفيرسيدي، كاليفورنيا. تم إعطاءها لقب مدينة في 25 سبتمبر، 1963.

## التركيبة السكانية
حدّد مكتب تعداد الولايات المتحدة بيانات التركيبة السكانية لديسيرت هوت سبرينغس في تعداد الولايات المتحدة. في ما يلي، التركيبة السكانية حسب تعدادي 2000 و2010.

### تعداد عام 2000
بلغ عدد سكان ديسيرت هوت سبرينغس 16,582 نسمة بحسب تعداد عام 2000، وبلغ عدد الأسر 5,859 أسرة وعدد العائلات 3,757 عائلة مقيمة في المدينة. في حين سجلت الكثافة السكانية 209.2 نسمة لكل كيلومتر مربع (541.8/ميل2). وبلغ عدد الوحدات السكنية 7,034 وحدة بمتوسط كثافة قدره 88.7 لكل كيلومتر مربع (229.7/ميل2).
وتوزع التركيب العرقي للمدينة بنسبة 68.18% من البيض و6.12% من الأمريكيين الأفارقة و1.44% من الأمريكيين الأصليين و1.97% من الأمريكيين ذوي الأصول الآسيوية و0.08% من سكان جزر المحيط الهادئ و16.39% من الأعراق الأخرى و5.83% من عرقين مختلطين أو أكثر و40.40% من الهسبانيون أو اللاتينيون من أي عرق.
بلغ عدد الأسر 5,859 أسرة كانت نسبة 43.2% منها لديها أطفال تحت سن الثامنة عشر تعيش معهم، وبلغت نسبة الأزواج القاطنين مع بعضهم البعض 39.3% من أصل المجموع الكلي للأسر، ونسبة 17.9% من الأسر كان لديها معيلات من الإناث دون وجود شريك، بينما كانت نسبة 6.9% من الأسر لديها معيلون من الذكور دون وجود شريكة وكانت نسبة 35.9% من غير العائلات. تألفت نسبة 27.6% من أصل جميع الأسر من عدة أفراد يعيشون في نفس المنزل ونسبة 9.9% كانت تتألف من شخص يعيش بمفرده يبلغ من العمر 65 عاماً أو أكثر. وبلغ متوسط حجم الأسرة المعيشية 2.80، أما متوسط حجم العائلات فبلغ 3.45.
بلغ العمر الوسطي للسكان 30.1 عاماً. وكانت نسبة 33.1% من القاطنين تحت سن الثامنة عشر، وكانت نسبة 9.6% بين الثامنة عشر والرابعة والعشرين عاماً، ونسبة 29.1% كانت واقعةً في الفئة العمرية ما بين الخامسة والعشرين والرابعة والأربعين عاماً، ونسبة 16.4% كانت ما بين الخامسة والأربعين والرابعة والستين، ونسبة 10.7% كانت ضمن فئة الخامسة والستين عاماً فما فوق. يوجد لكل 100 أنثى 97.0 ذكر، ويوجد لكل 100 أنثى في الثامنة عشر من عمرها فما فوق 92.2 ذكر.
بلغ متوسط دخل الأسرة في المدينة 25,987 دولارًا، أما متوسط دخل العائلة فبلغ 29,126 دولارًا. وكان متوسط دخل الذكور 27,873 دولارًا مقابل 21,935 دولارًا للإناث. وسجل دخل الفرد الخاص بالمدينة 11,954 دولارًا. وكانت نسبة 22.4% من العائلات ونسبة 27.5% من السكان تحت خط الفقر، وكان من هؤلاء نسبة 37.6% تحت سن الثامنة عشر ونسبة 15% في الخامسة والستين من العمر وما فوق.

### تعداد عام 2010
بلغ عدد سكان ديسيرت هوت سبرينغس 25,938 نسمة بحسب تعداد عام 2010، وبلغ عدد الأسر 8,650 أسرة وعدد العائلات 5,782 عائلة مقيمة في المدينة. في حين سجلت الكثافة السكانية 327.2 نسمة لكل كيلومتر مربع (847.4/ميل2). وبلغ عدد الوحدات السكنية 10,902 وحدة بمتوسط كثافة قدره 137.5 لكل كيلومتر مربع (356.1/ميل2).
وتوزع التركيب العرقي للمدينة بنسبة 58.03% من البيض و8.22% من الأمريكيين الأفارقة و1.38% من الأمريكيين الأصليين و2.60% من الأمريكيين ذوي الأصول الآسيوية و0.32% من سكان جزر المحيط الهادئ و24.45% من الأعراق الأخرى و4.98% من عرقين مختلطين أو أكثر و52.61% من الهسبانيون أو اللاتينيون من أي عرق.
بلغ عدد الأسر 8,650 أسرة كانت نسبة 42.9% منها لديها أطفال تحت سن الثامنة عشر تعيش معهم، وبلغت نسبة الأزواج القاطنين مع بعضهم البعض 40.1% من أصل المجموع الكلي للأسر، ونسبة 18.5% من الأسر كان لديها معيلات من الإناث دون وجود شريك، بينما كانت نسبة 8.2% من الأسر لديها معيلون من الذكور دون وجود شريكة وكانت نسبة 33.2% من غير العائلات. تألفت نسبة 23.9% من أصل جميع الأسر من عدة أفراد يعيشون في نفس المنزل ونسبة 8% كانت تتألف من شخص يعيش بمفرده يبلغ من العمر 65 عاماً أو أكثر. وبلغ متوسط حجم الأسرة المعيشية 2.98، أما متوسط حجم العائلات فبلغ 3.59.
بلغ العمر الوسطي للسكان 31.0 عاماً. وكانت نسبة 31.1% من القاطنين تحت سن الثامنة عشر، وكانت نسبة 10.5% بين الثامنة عشر والرابعة والعشرين عاماً، ونسبة 26.6% كانت واقعةً في الفئة العمرية ما بين الخامسة والعشرين والرابعة والأربعين عاماً، ونسبة 22.3% كانت ما بين الخامسة والأربعين والرابعة والستين، ونسبة 9.6% كانت ضمن فئة الخامسة والستين عاماً فما فوق. وتوزع التركيب الجنسي للسكان بنسبة 50.1% ذكور و49.9% إناث.

## المناخ
يظهر الجدول التالي التغييرات المناخية على مدار السنة لديسيرت هوت سبرينغس:
| البيانات المناخية لـديسيرت هوت سبرينغس | البيانات المناخية لـديسيرت هوت سبرينغس | البيانات المناخية لـديسيرت هوت سبرينغس | البيانات المناخية لـديسيرت هوت سبرينغس | البيانات المناخية لـديسيرت هوت سبرينغس | البيانات المناخية لـديسيرت هوت سبرينغس | البيانات المناخية لـديسيرت هوت سبرينغس | البيانات المناخية لـديسيرت هوت سبرينغس | البيانات المناخية لـديسيرت هوت سبرينغس | البيانات المناخية لـديسيرت هوت سبرينغس | البيانات المناخية لـديسيرت هوت سبرينغس | البيانات المناخية لـديسيرت هوت سبرينغس | البيانات المناخية لـديسيرت هوت سبرينغس | البيانات المناخية لـديسيرت هوت سبرينغس |
| الشهر                                  | يناير                                  | فبراير                                 | مارس                                   | أبريل                                  | مايو                                   | يونيو                                  | يوليو                                  | أغسطس                                  | سبتمبر                                 | أكتوبر                                 | نوفمبر                                 | ديسمبر                                 | المعدل السنوي                          |
| -------------------------------------- | -------------------------------------- | -------------------------------------- | -------------------------------------- | -------------------------------------- | -------------------------------------- | -------------------------------------- | -------------------------------------- | -------------------------------------- | -------------------------------------- | -------------------------------------- | -------------------------------------- | -------------------------------------- | -------------------------------------- |
| الدرجة القصوى °ف (°م)                  | 95 (35)                                | 99 (37)                                | 104 (40)                               | 112 (44)                               | 116 (47)                               | 121 (49)                               | 123 (51)                               | 123 (51)                               | 121 (49)                               | 116 (47)                               | 102 (39)                               | 93 (34)                                | 123 (51)                               |
| متوسط درجة الحرارة الكبرى °ف (°م)      | 65.0 (18.3)                            | 73.9 (23.3)                            | 80.5 (26.9)                            | 87.5 (30.8)                            | 95.6 (35.3)                            | 103.6 (39.8)                           | 108.1 (42.3)                           | 107.3 (41.8)                           | 101.7 (38.7)                           | 91.1 (32.8)                            | 78.4 (25.8)                            | 66.0 (18.9)                            | 88.2 (31.2)                            |
| متوسط درجة الحرارة الصغرى °ف (°م)      | 45.0 (7.2)                             | 48.0 (8.9)                             | 52.2 (11.2)                            | 57.4 (14.1)                            | 64.4 (18.0)                            | 71.0 (21.7)                            | 77.6 (25.3)                            | 77.6 (25.3)                            | 71.7 (22.1)                            | 62.5 (16.9)                            | 50.0 (10.0)                            | 44.2 (6.8)                             | 60.1 (15.6)                            |
| أدنى درجة حرارة °ف (°م)                | 19 (−7)                                | 24 (−4)                                | 29 (−2)                                | 34 (1)                                 | 36 (2)                                 | 44 (7)                                 | 54 (12)                                | 52 (11)                                | 46 (8)                                 | 30 (−1)                                | 23 (−5)                                | 23 (−5)                                | 19 (−7)                                |
| الهطول إنش (مم)                        | 1.15 (29)                              | 1.11 (28)                              | 0.53 (13)                              | 0.06 (1.5)                             | 0.02 (0.51)                            | 0.02 (0.51)                            | 0.13 (3.3)                             | 0.29 (7.4)                             | 0.23 (5.8)                             | 0.24 (6.1)                             | 0.32 (8.1)                             | 0.87 (22)                              | 4.97 (126)                             |
| متوسط أيام هطول الأمطار (≥ 0.01 in)    | 3.1                                    | 3.2                                    | 1.6                                    | 0.6                                    | 0.2                                    | 0                                      | 0.6                                    | 0.9                                    | 0.8                                    | 0.7                                    | 0.8                                    | 1.9                                    | 14.4                                   |
| المصدر: NOAA                           |                                        |                                        |                                        |                                        |                                        |                                        |                                        |                                        |                                        |                                        |                                        |                                        |                                        |